# Michele Ciafardini
Michele Ciafardini (Sulmona, 19 gennaio 1932 – Pescara, 23 agosto 1990) è stato un politico italiano.

## Biografia
Insegnante di latino e greco al liceo classico di Pescara. Iscritto al PCI dal 1966, fece parte della segreteria regionale abruzzese del partito e fu consigliere comunale. Venne eletto alla Camera dei deputati nel 1983 nelle file del Partito Comunista Italiano; venne poi confermato a Montecitorio anche dopo le elezioni politiche del 1987.
Malato da tempo di leucemia, si spense a Pescara nel gennaio 1990; il suo posto alla Camera venne preso da Antonio Ciancio.